# Dorstenia angusticornis
Dorstenia angusticornis är en mullbärsväxtart som beskrevs av Adolf Engler. Dorstenia angusticornis ingår i släktet Dorstenia och familjen mullbärsväxter. Inga underarter finns listade i Catalogue of Life.